# Bernard Tirtiaux
Bernard Tirtiaux, né le 11 avril 1951 à Fleurus (Belgique), est un maître verrier, acteur de théâtre, chanteur et écrivain belge, 

## Biographie
Bernard Tirtiaux est né le 11 avril 1951 à Fleurus ; il est le troisième d'une famille de cinq enfants.  
Passionné par le vitrail depuis ses études secondaires à l'école abbatiale de Maredsous, il entreprend des études de droit à l'université de Louvain, il suit en parallèle des cours de dessin et de peinture à l'académie et fait aussi du théâtre. Il poursuit sa formation de verrier à La Cambre, puis en France.
De retour en Belgique, il s'établit à Fleurus où il rachète la ferme familiale de Martinrou pour y installer son atelier de maître verrier et construire son espace théâtral, ainsi qu'un centre consacré aux arts, pouvant accueillir expositions, stages et réceptions,. Dans les années 1980, avec l'aide deux amis, il édifie une maison bulle, moulée en lycra recouvert de plâtre, utilisée notamment comme résidence d'artiste ou lieu de réflexion.
Bernard Tirtiaux est maître verrier et il restaure et réalise des vitraux pour des églises mais surtout des sculptures monumentales comme la Cathédrale de Lumière, bâtie pour symboliser le centre géographique de l'Europe des Quinze en 1995, dans la forêt de Oignies-en-Thiérache, dans le sud de la Province de Namur, à un jet de pierre de la frontière française et ainsi proche de la petite ville française de Fumay.
Il est aussi occasionnellement chanteur et acteur de théâtre, notamment à la Ferme de Martinrou qu'il dirige avec son épouse.

## Hommages et récompenses
À l'occasion de la remise des prix des lycéens 2006-2007, Bernard Tirtiaux a obtenu trois récompenses pour son roman Pitié pour le mal : le grand prix, le prix des délégués et le prix du roman qui ébranle nos certitudes.
Bernard Tirtiaux a été le lauréat de la dernière édition du Festival d'Obourg en 1977.

## Bibliographie

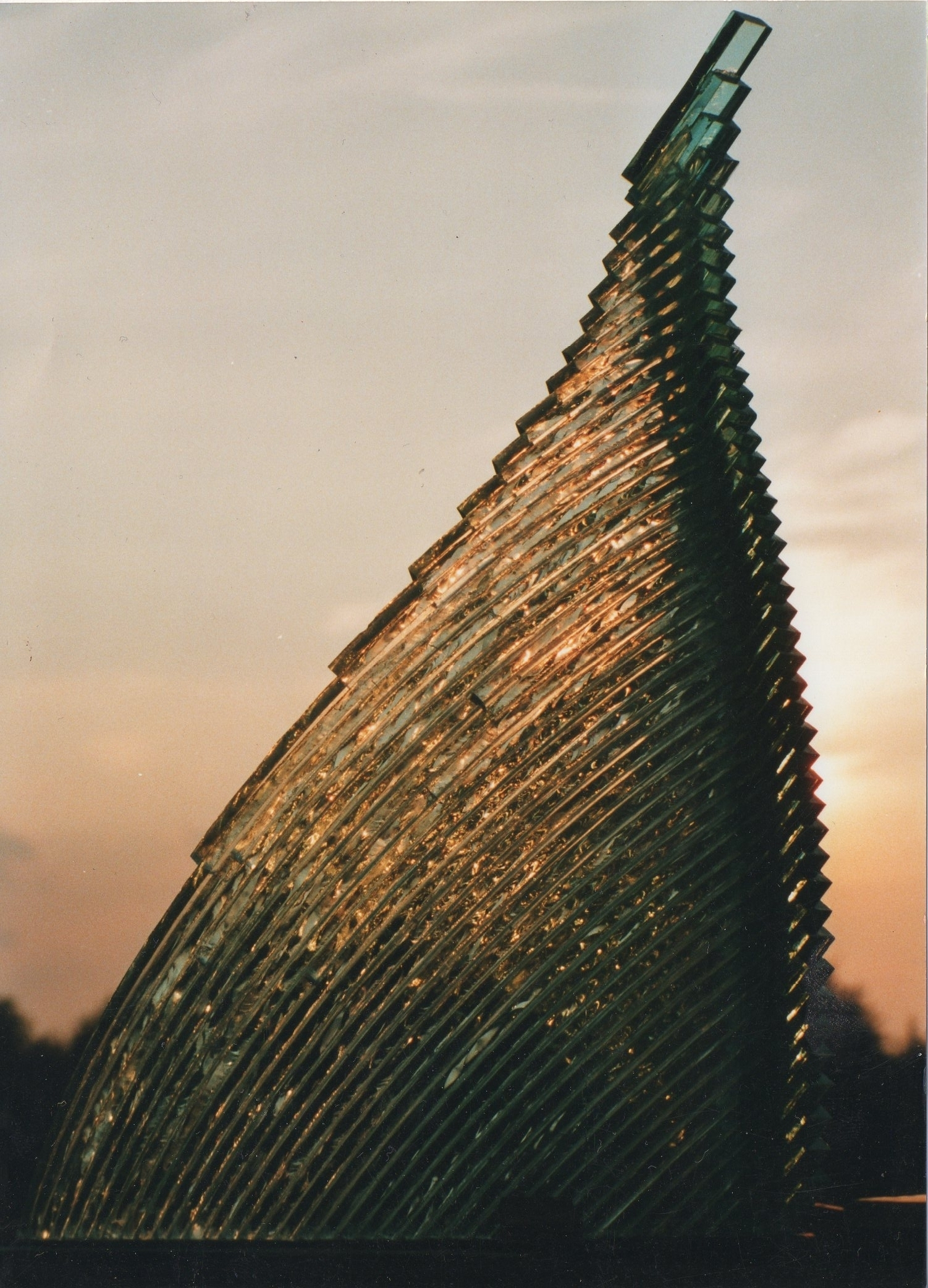
Proue de verre dans la lumière du soir.

## Réalisations
- Bénitier, lutrin et luminaires en verre à l'église Saint-Christophe de Charleroi
- Vitraux à l'église d'Esquelmes (Tournai)
- Vitrail à l'église Saint-Nicolas-en-Havré de Mons, 2013

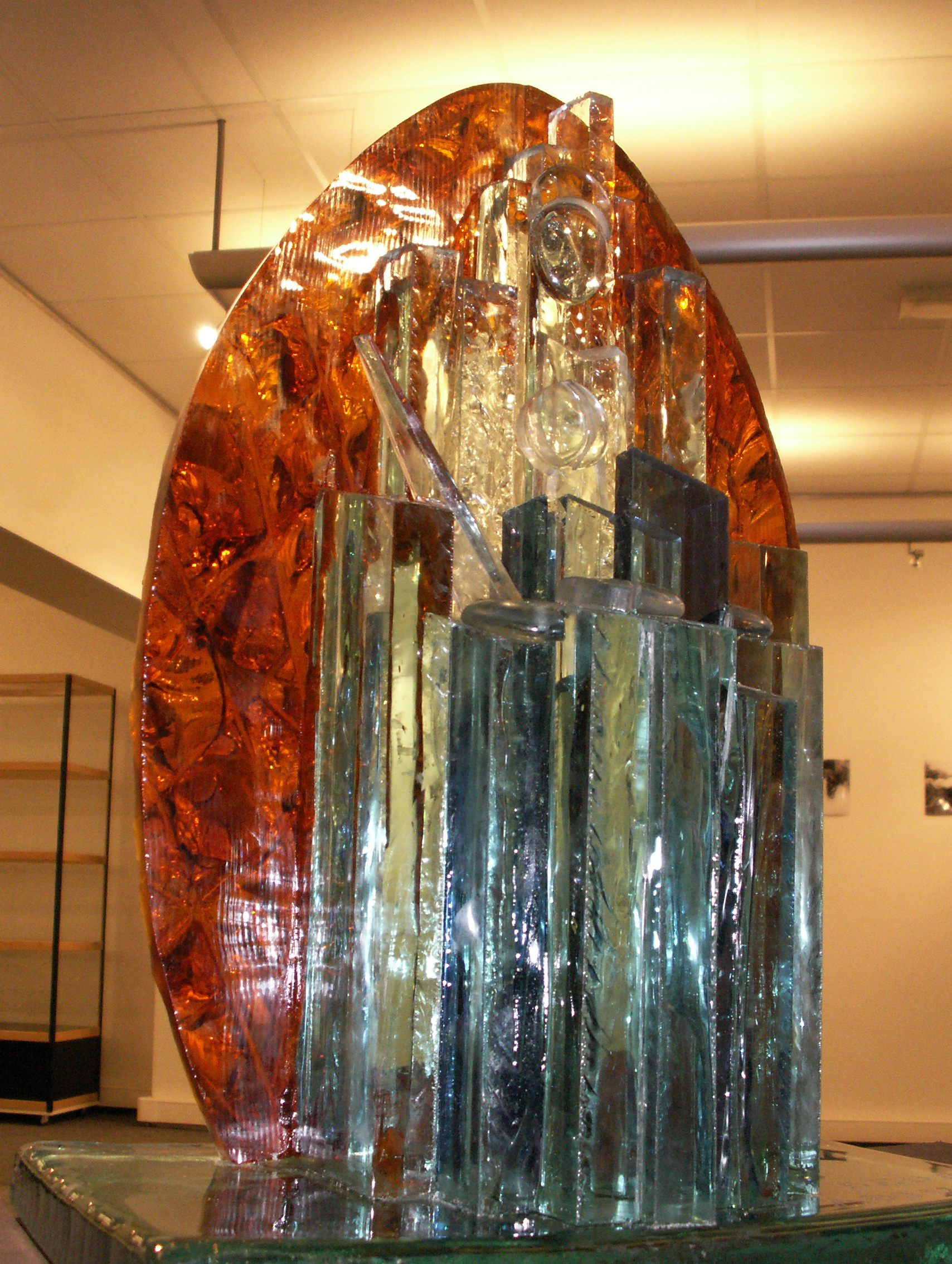
Sedes Adjuvet (Octobre 2006).
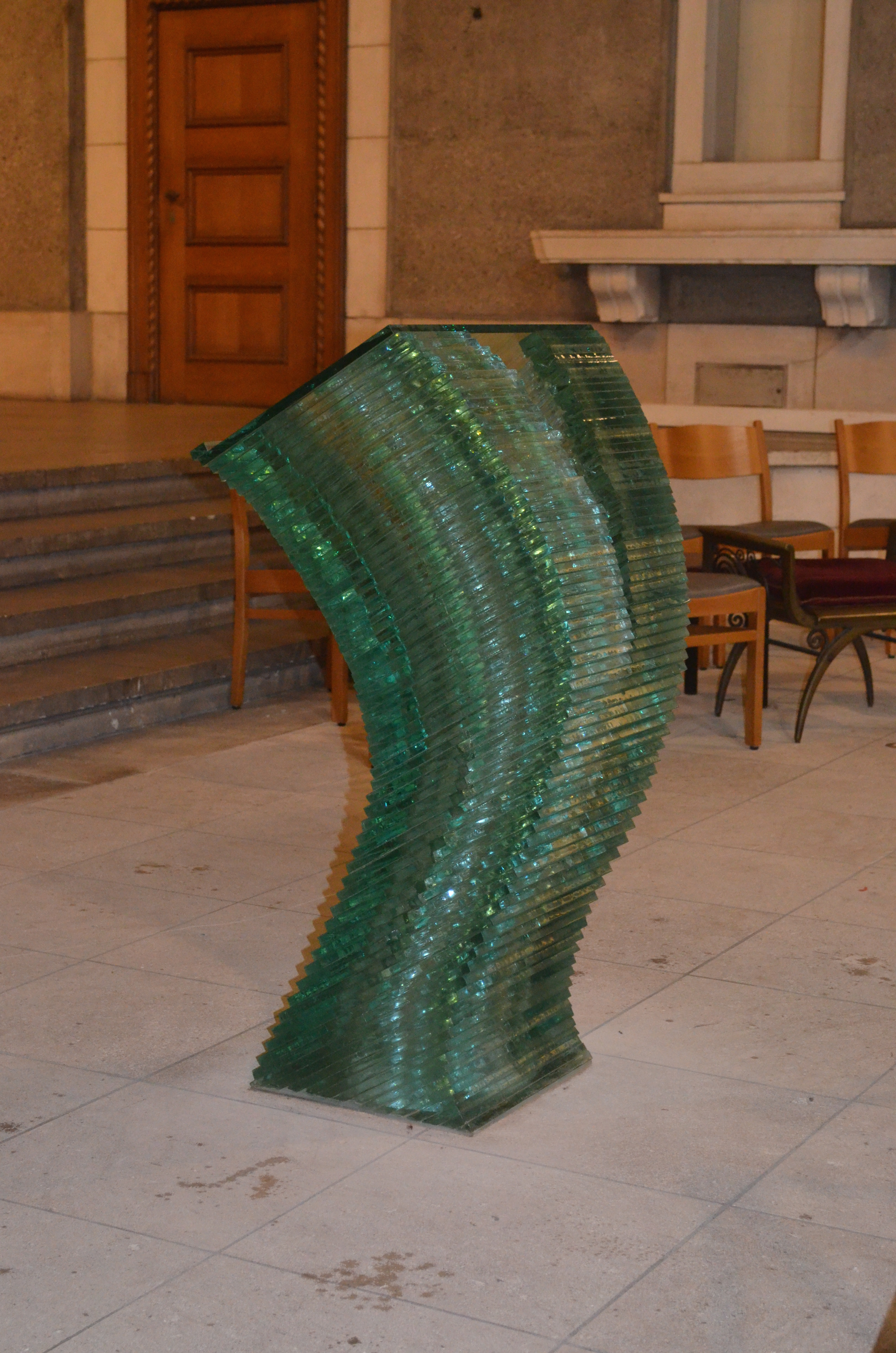
Lutrin de l'église Saint-Christophe de Charleroi (2012).

## Famille
Bernard Tirtiaux est  marié ; il a deux fils musiciens et une fille peintre. Il est le frère de l'écrivain François Emmanuel et le neveu de l'écrivain Henry Bauchau.[réf. nécessaire]